# 安赫尔·阿塞韦斯
安赫尔·阿塞韦斯·帕尼亚瓜（西班牙語：Ángel Acebes Paniagua，1958年7月3日—），男，西班牙阿维拉省人，人民党政治人物。前西班牙内政大臣、司法大臣。

## 生平
1958年7月3日生。阿维拉省人。毕业于萨拉曼卡大学法学专业。1983年参与创立民主改革党。1985年加入人民联盟（1989年改称人民党）。两年后当选为阿维拉市议会议员。1991年当选市长，任期至1995年。1993年当选参议员。1996年改选为众议员。2000年4月至2002年7月在阿斯纳尔内阁出任司法大臣。2002年7月至2004年4月出任内政大臣。
内政大臣任期内致力于打击非法偷渡和地区分裂主义恐怖组织埃塔，多次挫败其袭击阴谋。2004年3月11日马德里连环爆炸案发生后，阿塞韦斯认为埃塔是背后主谋，并向其施压。然而最后的调查证明主谋是摩洛哥伊斯兰战斗团而非埃塔。这也造成了支持发动伊拉克战争的人民党失去了民心，在一个月之后的大选中惨败下台。
选举结束后，他出任人民党秘书长，至2008年离任。2011年6月辞去众议院议员职位。2011年7月至2012年4月，在班基亚银行母公司工作。2012年4月，成为伊比德羅拉公司董事会成员，直到2019年2月离任。